# Jiří Kozák
Jiří Kozák (* 19. August 1976 in Pilsen) ist ein tschechischer Politikwissenschaftler und Politiker der Demokratischen Bürgerpartei ODS (Občanská demokratická strana), der unter anderem seit 2021 stellvertretender Außenminister ist.

## Leben
Jiří Kozák begann nach dem Schulbesuch ein Studium der Politikwissenschaften an der Fakultät für Sozialwissenschaften an der Karls-Universität zu Prag, welches er 2008 mit einem Magister beendete. Bereits während seines Studiums war er von 2000 bis 2004 Assistent von Luděk Sefzig, der als Vertreter der ODS Mitglied im Senat des Parlaments der Tschechischen Republik war, sowie im Anschluss von 2004 bis 2008 Berater des Vorsitzenden des Auswärtigen Ausschusses des Senats. Zugleich war er von 2004 bis 2009 Programmmanager bei CEVRO, einer 1999 von dem ODS-Politiker Ivan Langer gegründeten Denkfabrik, und ferner von 2007 bis 2019 Mitglied des Lenkungsausschusses des Europäischen Netzwerks politischer Stiftungen ENoP (European Network of Political Foundations).
Er fungierte von 2009 bis 2019 als Direktor der Denkfabrik CEVRO und unterrichtete daneben von 2011 bis 2019 als Lektor am CEVRO-Institut, eine private Universität in Prag, die von der der ODS nahestehenden Denkfabrik gegründet wurde. Er hat zahlreiche Projekte der politischen Bildung und Demokratieförderung in der Tschechischen Republik sowie im Ausland organisiert und in vielen Ländern Vorträge über Menschenrechte, politische Bildung und den Aufbau politischer Parteien und Systeme gehalten. Er ist Autor und Mitherausgeber von „The Memory of Nations – Democratic Transition Guide“, einer der größten vergleichenden Studien zu demokratischen Übergängen in 13 Ländern. Er fungierte von 2019 bis 2021 als Programmmanager und Sekretär des Außenpolitischen Teams der Demokratischen Bürgerpartei ODS (Občanská demokratická strana) sowie als Mitglied des Wahlkampfteams von Spolu, ein Wahlbündnis, das sich 2020 für die Abgeordnetenhauswahl in Tschechien 2021 bildete und aus den drei Mitte-rechts-Parteien ODS, Křesťanská a demokratická unie – Československá strana lidová (KDU–ČSL) und TOP 09 besteht.
Am 20. Dezember 2021 wurde er zum stellvertretenden Außenminister (Náměstek ministra zahraničních) ernannt.
Aus der Ehe von Kozák, der auch Englisch, Französisch und Russisch spricht, mit Iveta Kozáková gingen die zwei Kinder hervor.